# 白川夢華
白川 夢華（しらかわ ゆめか、1997年2月22日 - ）は、日本の女性タレント。香川県出身。株式会社エルネストジャパン所属。聴覚障がいがありながらタレント活動を行っている。
その傍ら「ゆめかめチャンネル」としてYoutuber活動も行っている。

## 来歴 人物
- 2013年から2016年まで香川発ガールズユニット「香川ONE」に所属。「香川ONE」は2017年5月5日で解散
- 2017年10月、「2018ミス・ユニバース・ジャパン香川大会」ファイナリストに選出される。
- 2018年からタレント活動開始。
- 2018年7月、ネットカフェひょこっと初代ひょこガール就任[2]。
- 2019年7月、「高松市障がい福祉スペシャルサポーター」に委嘱される[3]。

趣味：皿回し、カラス好き、写真を撮ること、読書、漫画、アニメ、映画鑑賞

特技：ダンス

## 出演

### イベント
- 2019年6月29日（土）「2019中国・四国パラ陸上競技大会」司会進行役